# Championnat d'Islande de football 1945
Navigation
Saison précédente Saison suivante
La saison 1945 du Championnat d'Islande de football était la 34e édition de la première division islandaise.
C'est le Valur Reykjavik qui conserve son titre pour la 4e saison consécutive. C'est le 11e titre de champion du club. 

## Les 4 clubs participants
- KR Reykjavik
- Fram Reykjavik
- Valur Reykjavik
- Vikingur Reykjavik

## Compétition

### Classement
Le barème de points servant à établir le classement se décompose ainsi :
- Victoire : 2 points
- Match nul : 1 point
- Défaite : 0 point

| Rang | Équipe             | Pts | J | G | N | P | Bp | Bc | Diff |
| ---- | ------------------ | --- | - | - | - | - | -- | -- | ---- |
| 1    | Valur Reykjavik T  | 6   | 3 | 3 | 0 | 0 | 15 | 0  | +15  |
| 2    | KR Reykjavik       | 4   | 3 | 2 | 0 | 1 | 10 | 1  | +9   |
| 3    | Fram Reykjavik     | 1   | 3 | 0 | 1 | 2 | 1  | 12 | -11  |
| 4    | Vikingur Reykjavik | 1   | 3 | 0 | 1 | 2 | 1  | 14 | -13  |

|  | Champion d'Islande 1945 |

### Matchs
Tous les matchs se sont disputés au stade de Melavöllur à Reykjavik.
| Résultats (▼dom., ►ext.)                                   | Val | KR  | Fra | Vik |
| Valur Reykjavik                                            |     | 1-0 | 5-0 | 9-0 |
| KR Reykjavik                                               |     |     | 6-0 | 4-0 |
| Fram Reykjavík                                             |     |     |     | 1-1 |
| Vikingur Reykjavik                                         |     |     |     |     |
| - Victoire à domicile - Match nul - Victoire à l'extérieur |     |     |     |     |

## Bilan de la saison
| Tableau d'Honneur                 |                 |
| Compétition                       | Vainqueur       |
| Championnat d'Islande de football | Valur Reykjavik |